# 선유도공원

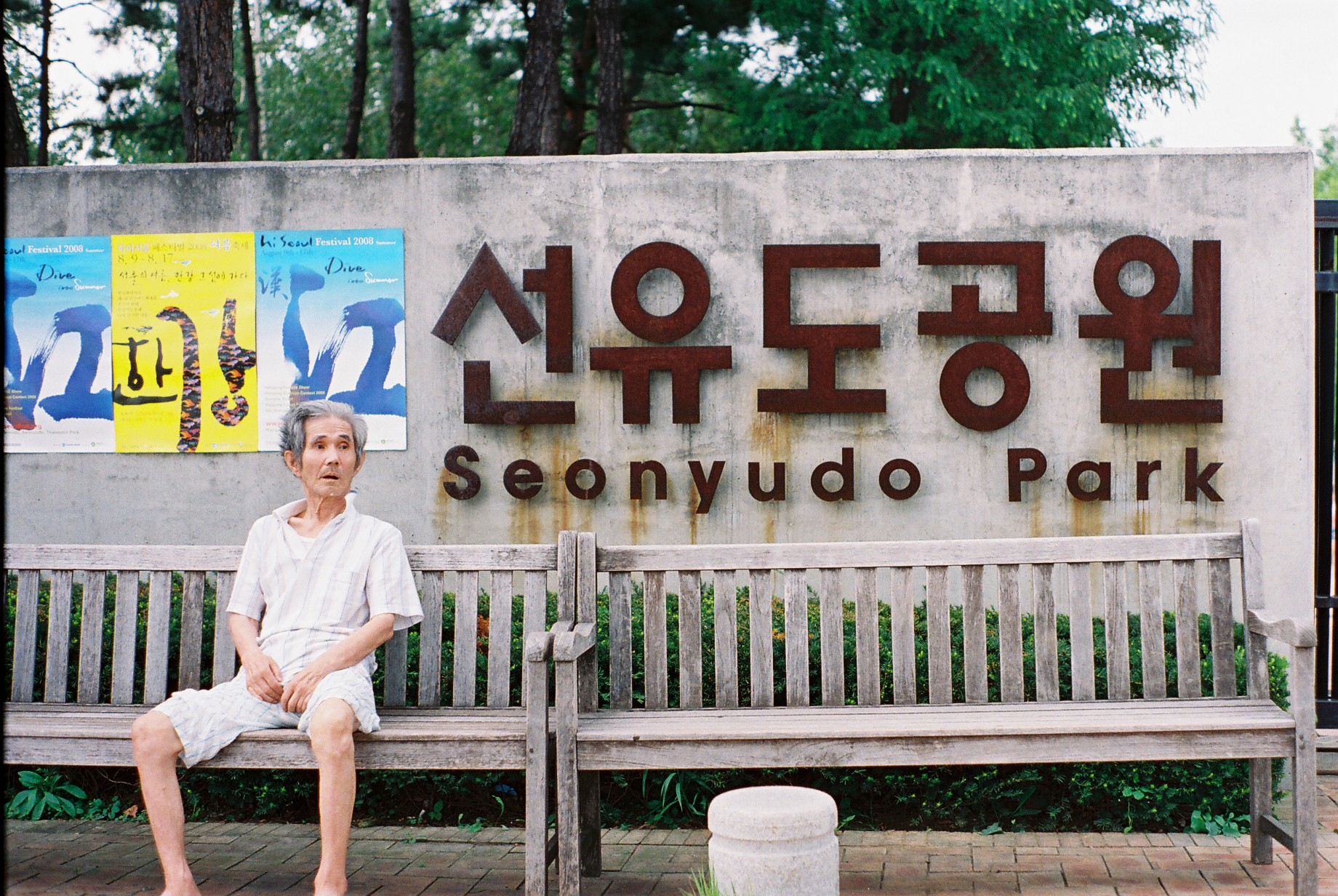
선유도공원

선유도공원(仙遊島公園)은 서울특별시 영등포구 한강에 위치한 하중도(河中島)인 선유도에 조성된 공원이다. 선유도 전체에 해당하며, 섬의 전체 면적은 0.11 km2이다. 양화대교와 맞닿은 생태공원으로, 행정구역 상으로는 영등포구 당산동, 양화동에 속해 있다.

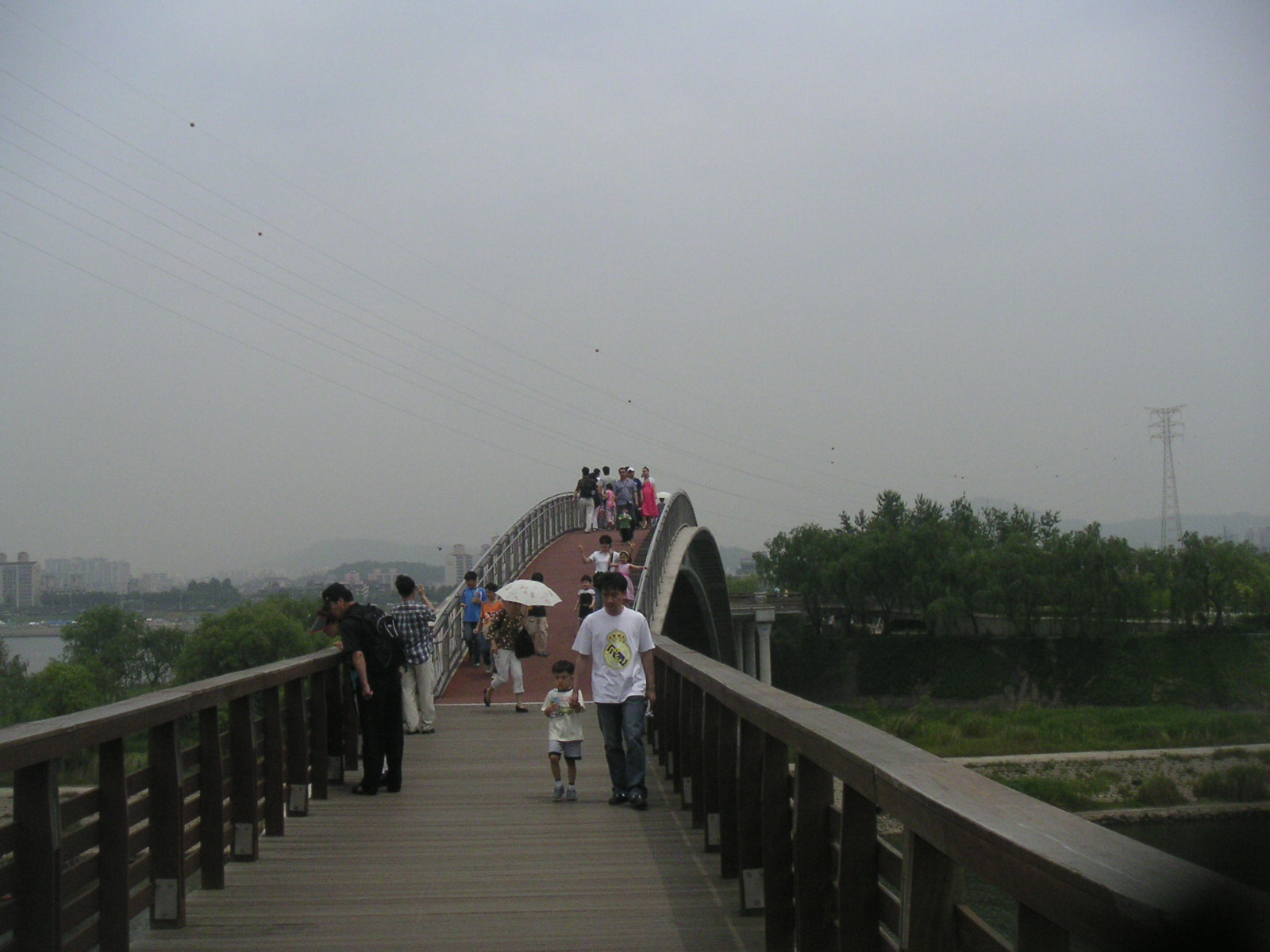
선유교

## 역사
선유도는 본래 선유봉(仙遊峰)이라는 작은 봉우리가 있던 한강의 섬이었는데, 일제강점기 때 홍수를 막고 길을 포장하기 위해 암석을 채취하면서 깎여나갔다. 1962년 6월부터 1965년 1월까지 제2한강교(현 양화대교)가 건설되면서 선유봉은 완전히 사라졌다.
1978년부터 2000년까지 서울 서남부 지역에 수돗물을 공급하는 선유도 정수장으로 사용되다가 2000년 12월 정수장이 폐쇄된 뒤, 물을 주제로 한 공원으로 만들기로 하고 산업화의 증거물인 정수장 건축 시설물을 재활용하여 녹색 기둥의 정원, 시간의 정원, 물을 주제로 한 수질정화원, 수생식물원 등을 만들었다. 2002년 4월 26일 시민공원인 선유도공원으로 개장하였다.

## 구성
- 한강전시관 : 기존 송수펌프실을 재활용하여 한강의 역사, 사계, 생활사, 옛모습 등을 한눈에 볼 수 있도록 영상물과 사진 등으로 이루어진 각종 자료가 전시되어 있다.
- 수질정화원 : 정수장의 불순물을 침전하던 침전지를 재활용한 시설로서 수생식물을 이용하여 물을 정화하는 과정을 보여주며 이 곳에서 정화된 물은 환경물놀이장, 수생식물원 등 공원내 시설에 그대로 공급된다.
- 환경물놀이터 : 수질정화원에서 정화된 물을 이용한 친수공간으로 수심(15cm이하)이 얕아 어린이들이 안전하게 물놀이를 즐길 수 있는 공간이다.
- 녹색기둥의 정원 : 정수된 물을 담아두던 정수지의 흔적을 볼 수 있도록 상부를 받치고 있던 기둥을 그대로 살려 담쟁이덩굴 등 덩굴성 식물을 식재하여 휴식 및 담소를 나눌 수 있는 장소이다.
- 수생식물원 : 모래와 자갈로 된 여과장치를 이용하여 물 속의 불순물을 걸러내던 곳으로 수변식물로부터 습지, 정수, 부엽, 침수 식물에 이르기까지 다양한 식물을 식재하여 공원이용객들이 감상할 수 있다.
  - 습지식물 : 구릿대, 궁궁이, 금불초, 물봉선, 동의나물, 물억새, 쇠뜨기 등
  - 정수식물 : 골풀, 낙지다리, 노랑꽃창포, 창포, 매자기, 물옥잠, 벗풀, 보풀 등
  - 부엽식물 : 수련, 어리연꽃, 가래, 네가래, 생이가래, 백련 등
  - 침수식물 : 검정말, 붕어마름 등
- 시간의 정원 : 주제 정원들 중 기존 구조물을 가장 온전하게 남겨 활용한 공간으로 여러 종류의 생육 환경속에서 각기 다른 주제정원들이 다양한 모습의 식물을 보여줄 예정이다.
  - 방향원 : 당귀, 향유, 배초향, 백리향 등 방향성 식물
  - 덩굴원 : 덩굴대를 설치하여 각 종 덩굴식물 설치
  - 색채원 : 철따라 꽃이 바뀌는 계절 초화류 식재
  - 초록벽 정원 : 나팔꽃, 인동덩굴, 줄사철 등 만경류를 식재하여 초록의 벽과 꽃을 연출
  - 소리의 정원 : 바람에 흔들리는 대나무잎이 내는 소리, 그리고 파리프를 이용한 오브제 설치
  - 푸른숲의 정원 : 밀도 있는 수목식재와 교목, 관목, 지피류의 층위구조가 주는 그윽한 숲의 느낌을 가진 정원
  - 이끼원 : 나무 그늘 하부에 암석과 이끼로 이루어진 정원
  - 고사리·습지원 : 수로를 타고 흘러 내리는 물을 이용하여 습한 환경을 조성, 고사리류와 계곡의 물이 튀는 곳에 습지식물 식재
- 원형소극장 : 기존 원형 농축조를 재활용하여 만든 시설로서 공연·집회 등 다양한 기능을 가진 약 200석 규모의 야외극장이다.
- 카페테리아 '나루' : 취수펌프실을 재활용한 시설로서 한강 가까이에서 한강을 바라보면서 휴식과 식음을 즐길 수 있는 공간이다.